# 呉服新川屋店舗
呉服新川屋店舗（ごふくしんかわやてんぽ）は、千葉県流山市加6丁目にある土蔵造りの商家。
新川屋は幕末の1846年（弘化3年）に創業した。現存する店舗建物は1890年（明治23年）に、大工土屋熊五郎によって建てられたもので、2004年（平成16年）11月8日に国の登録有形文化財に登録された（官報告示は同年11月29日）。